# Leslie Wing Pomeroy
Leslie Wing Pomeroy, conocida además como Leslie Wing, es una actriz estadounidense, famosa por el papel que representó como Lucille Bolton, madre de Troy Bolton, papel que realizó el artista Zac Efron en la trilogía de High School Musical. 

## Trabajos realizados en su carrera artística
- Las niñas de la orquídea blanca (1983) - Lisa

- Knight Rider (1983) - Layla Charon Callan

- Ragewar (1984) - Gwen Rogers

- The Lonely Guy (1984) - Brenda, chica en el bar

- Simon & Simon (1984) - Ballerina Holly McGinnis

- El vaquero y la bailarina (1984) - Natalia

- Esta es la vida (1985) -

- El chivo expiatorio (1985) - Kate Hillman

- Love, Mary (1985) - Jill

- Luz de luna (1985) - Mary Goodman

- Shadow chasers (1985) - Amelia

- Espíritu guerrero (1986) - Cliente #1 del bar de sushi

- El nuevo Mike Hammer (1986) -

- Perry Mason: El caso del amor perdido (1987) -

- Retribución (1987) - Jennifer Curtis

- CBS Summer Playhouse (1987) - Annie

- Magnum, P.I (1988) - Miss Rockwell

- Los ensayos de Rosie O'Neill (1992) -

- Perry Mason: El caso del imprudente Romeo (1992) - May Singer

- Melrose Place (1993) - Terapista

- Calendar Girl (1993) - Madre de Ned

- Matlock (2 episodios entre 1989-1993) - Hillary Benson

- Babylon 5 (1995) - Madre

- Xena: La princesa guerrera (1995) - Reins Karis

- Hércules: Los viajes legendarios (1995) - Reina Karis

- The Frighteners (1996) - Mrs. Waterhouse

- Asteroid (1997) - Mujer embarazada

- Strangeland (1998) - Madeline Roth

- Everwood (2005) -

- High School Musical (2006) - Mrs. Bolton

- Regreso a Halloweentown (2006) - Dra. Lwaxana Goodwyn

- High School Musical 2 (2007) - Mrs. Bolton

- High School Musical 3: Senior Year (2008) - Mrs. Bolton